# أطلقوا أبناءكم (أغنية)
اطلقوا أبناءكم (بالإنجليزية:  Deliver Your Children)‏ أغنية كتبها ديني لين وبول مكارتني، وصدرت لأول مرة في ألبوم «لندن تاون» لفريق وينجز عام 1978، وصدرت مرة أخرى على الجانب الثاني لإسطوانة الفريق «لدي مايكفي I've had enough». كتب لين معظم الأغنية بنفسه وساعده مكارتني في إكمالها. كان عنوان لين الأصلي للأغنية هو «أشعر بالحب Feel the Love» على الرغم من أن كلمات الأغنية لا تحتوي على هذه العبارة، إلا أن مكارتني إقترح العنوان المنقح. تم تسجيلها في جزر فيرجن في مايو 1977؛ في ذلك الوقت كانت ليندا مكارتني حاملاً بطفل بول الرابع، جيمس. يغني لين الغناء الرئيسي ويعزف كل من لين ومكارتني على الجيتار الصوتي، كما يعزف لين أيضًا العزف المنفرد على الجيتار الإسباني، يعزف مكارتني أيضًا على جيتار الباس، ويغني مع ليندا مكارتني غناءًا داعمًا.

## طاقم العزف والتسجيل
- بول مكارتني: غناء رئيسي مساعد وجيتار صوتي وجيتار باس
- ديني لين: غناء رئيسي وجيتار صوتي وإسباني وغناء داعم
- جو إنجليش: طبول
- جيمي مكولوتش: جيتار صوتي
- ليندا مكارتني: دعم غناء[3]

## استقبال الأغنية
وصفت الناقدة جانيت ماسلين في مجلة رولينج ستون، أغنية «اطلقوا أبنائكم» بأنها رائعة وواحدة من أفضل الأغاني في ألبوم لندن تاون، واعتبرها رودريجيز أفضل تعاون بين مكارتني ولين، كما وصفها مؤلفو السيرة الذاتية، روي كار وتوني تايلر، بأنه تمثل مهارة فائقة في استخدام الجيتارات الصوتية القديمة في العصر الإلكتروني. اعتبرها المؤلف جوزيبي روسا واحدة من الأغاني القليلة التي لا تنسى في الألبوم، واصفًا إياها بأنها أغنية ممتعة وسريعة تشبه موسيقى الريف.

## كلمات الأغنية
حسنًا، كان المطر يتساقط Well, the rain was a-fallin'
وتحولت الأرض إلى طين And the ground turned to mud
كنت أشاهد كل الناس I was watching all the people
يهرولون من الفيضان Running from the flood
لذلك بدأت بالصلاة So I started to prayin'
على الرغم من أنني لست رجلًا يصلي Though I ain't no prayin' man
ليأتينا الرب بالعون For the Lord to come a helpin'
وأعلم أنه سيفهم Knowing he'd understand
أطلقوا أبنائكم إلى الحياة الطيبة الجيدة Deliver your children to the good, good life
إمنحوهم السلام والمأوى وشوكة وسكين Give'em peace and shelter and a fork and a knife
ضوء نور في الصباح وضوء في الليل Shine a light in the morning and a light at night
وإذا حدث خطأ ما، فمن الأفضل أن تصححه And if a thing goes wrong, you'd better make it right
حسنًا، كان لدي امرأة Well, I had me a woman
كانت جيدة ونظيفة She was good and clean
تمضي اليوم بطوله She spent all day
مع غسالة الملابس With the washing machine
ولكن عندما يتعلق الأمر بالحب But when it come to lovin'
لم تكن موجودة أبدًا She was never around
وفي خارج البيت هي قذرة She was out getting dirty
في جميع أنحاء المدينة All over town
أطلقوا أبنائكم إلى الحياة الطيبة الجيدة Deliver your children to the good, good life
إمنحوهم السلام والمأوى وشوكة وسكين Give'em peace and shelter and a fork and a knife
ضوء نور في الصباح وضوء في الليل Shine a light in the morning and a light at night
وإذا حدث خطأ ما، فمن الأفضل أن تصححه And if a thing goes wrong, you'd better make it right
حسنًا، كان مالي قليلًا Well, I was low on money
وتعطلت شاحنتي And my truck broke down
كنت في طريقي I was on my way
لمكتب الأمانات To the lost and found
لذلك أخذتها لمن يصلحها So I took it to a dealer
قلت، إجعلها تعمل I said, Make it run
حسنًا، ليس لدي المال، لكن معي مسدس Well I ain't got no money, But I got me a gun
قلت لقد سرقتني من قبل، لذلك أنا أسرقك في المقابل I said, You robbed me before, So I'm robbing you back
وإذا لم يناسب هذا وضعك، فساضعك على المسار الصحيح And if it don't put you straight, It'll put you on the right track
حسنًا، أنا لست شيطانًا Well, I ain't no devil
أنا لست قديسًا And I ain't no saint
لكن يمكنني معرفة التاجر But I can tell a dealer
بلون طلائه By the color of his paint
أطلقوا أبنائكم Deliver your children
....
إذا كنت تريد بيضًا جيدًا If you want good eggs
عليك إطعام الدجاجة You gotta feed the hen
وإذا كنت تريد سماع المزيد And if you wanna hear some more
حسنًا، سأغنيها مرة أخرى Well, I'll sing it again

## وصلات خارجية
https://www.youtube.com/watch?v=xDZNOLok-AA أطلقوا أبناءكم (أغنية)
https://www.the-paulmccartney-project.com/song/deliver-your-children/ أطلقوا أبناءكم (أغنية)